# Karel Och
Karel Och (* 10. května 1974 Ledeč nad Sázavou) je filmový historik, dramaturg a umělecký ředitel Mezinárodního festivalu Karlovy Vary.

## Život
Vyrůstal ve Světlé nad Sázavou, kde začal navštěvovat místní kino. V roce 1992 se přihlásil na filmovou vědu na Filozofické fakultě Univerzity Karlovy na popud filmového historika Karla Čáslavského. Ke studiu se nedostal, naopak byl přijat na Právnickou fakultu, kde strávil čtyři roky studia. V průběhu navštěvoval kino Ponrepo, kde se postupně seznamoval s významnými filmovými díly historie. V roce 2001 ukončil studium filmové vědy magisterským titulem.

## Kariéra
V roce 2001 začal pracovat jako tajemník poroty, později jako dramaturg sekce Pocty a retrospektivy a soutěže dokumentárních filmů na Mezinárodním filmovém festivalu v Karlových Varech. Připravil retrospektivy tvůrců, jako jsou Sam Peckinpah, John Huston, Emeric Pressburger nebo Michael Powell. V roce 2010 se stal uměleckým ředitelem festivalu po Evě Zaoralové. Je členem FIPRESCI. Vedle kurátorské a dramaturgické práce také filmy na festivalu sám uvádí. Je také spoluautorem konceptu online portálu KVIFF.TV a dramaturgem putovní přehlídky filmů Tady Vary, která vznikla v reakci na zavřená kina v období pandemie Covid-19.